# Чикош, Жока
Жока Чикош (венг. Zsóka Csikós; род. 23 января 2001) — венгерская гребчиха на байдарках, трёхкратная чемпионка Европы, призёр чемпионатов Европы.

## Карьера
На чемпионате Европы 2022 года в Мюнхене завоевала бронзовую медаль в байдарках-четвёрках на дистанции 500 метров в составе венгерской команды.
В 2024 году на чемпионате мира по гребному марафону завоевала золотую медаль в заездах на байдарках-двойках.
В 2025 году на чемпионате Европы в Рачице в одиночках на дистанциях 500, 1000 и 5000 метров завоевала золотые медали, став трёхкратной чемпионкой Европы.